# Der Engel mit der Posaune
Der Engel mit der Posaune ist ein österreichischer Film von Karl Hartl aus dem Jahr 1948. Er basiert auf dem gleichnamigen Roman des Schriftstellers Ernst Lothar von 1946.

## Charakter
Der Film schildert in Form einer Chronik die wechselhafte Geschichte einer großbürgerlichen Wiener Klavierbauer-Familie in der Zeit von 1888 bis 1945. Das Schauspielerensemble wird angeführt von dem Ehepaar Paula Wessely und Attila Hörbiger sowie dessen Bruder Paul Hörbiger.
Der Film ist ein Spiegel der gesellschaftlichen und politischen Umwälzungen im Verlauf dieser 60 Jahre. Er bewegt sich im Spannungsfeld Fortschritt und Tradition, Bewahrung und Vernichtung. Die Figur des Engels mit der Posaune dient dabei als mahnendes Symbol der Bewahrung dessen, was im Sinne des Films als erhaltenswert anzusehen ist: der Glaube an Gott und an die Macht der Musik, der Erhalt und die Respektierung menschlicher Werte, der Friede in politischer und gesellschaftlicher Hinsicht. Bereits im Prolog wird angedeutet, dass diese Mahnung in zunehmendem Maße missachtet wird; diese Missachtung findet in der Katastrophe des Zweiten Weltkrieges ihren Höhepunkt. An allen Stellen des Films, bei denen auf die gesellschaftlichen und politischen Veränderungen hingewiesen wird, wird zum Kommentar auch der Engel eingeblendet.
Der Film wurde im Nachkriegsösterreich zu einem großen Publikumserfolg und zum besten Film des Jahres erwählt. Der Filmproduzent Alexander Korda drehte 1950 eine englische Fassung (The Angel With the Trumpet).
Das Theater in der Josefstadt eröffnete die Theatersaison 2017/18 mit einer  Produktion, der Uraufführung von Ernst Lothars „Der Engel mit der Posaune“.

## Inhalt
Vorgeschichte: Christoph Alt, ein Wiener Klavierbauer, gründet 1764 eine Klavierfabrik und baut ein Wohnhaus, über dessen Portal ein Engel mit einer Posaune abgebracht wird. „Er sollte ihn und alle, die nach ihm kommen würden, Gott und der himmlischen Macht der Musik für immer verpflichten.“
Handlung: Wir schreiben das Jahr 1888. Ein Nachkomme Christoph Alts, Franz Alt, möchte Henriette Stein, Tochter des jüdischen Universitätsprofessors Stein, heiraten. Die Familie hat gegen die Wahl der Braut allerdings Bedenken. Sie wird nämlich zum näheren Bekanntenkreis des für seine Frauengeschichten bekannten Kronprinzen Rudolf gerechnet. Franz Alt ignoriert diese Bedenken zwar, gibt seiner Braut allerdings zu verstehen, dass ihm ihr weiterer Verkehr mit dem Kronprinzen unerwünscht ist. Henriette entschließt sich deshalb zu einem letzten Treffen mit Rudolf, um ihn von der bevorstehenden Heirat in Kenntnis zu setzen und um ihm Adieu zu sagen. Dabei wird deutlich, dass sie Rudolf liebt und die Heirat mit Franz eine Flucht ist. Rudolf, der ihren Weggang bedauert, äußert Zweifel an der Sinnhaftigkeit seines Lebens.
Kurze Zeit später findet die Heirat statt. Die Feierlichkeiten werden jäh unterbrochen durch die Nachricht vom Tod des Kronprinzen. Für Henriette ist offensichtlich, dass Rudolf sich das Leben genommen hat, und sie gibt dem Kaiser und dessen Unverständnis für seinen Sohn die Schuld daran. Auf Drängen ihres Schwagers Otto-Eberhard verschweigt sie in einer Audienz beim Kaiser diesem jedoch diesen Umstand aus Gründen der Staatsraison. Der Kaiser übergibt Henriette einen Abschiedsbrief seines Sohnes.
1906. Das Ehepaar Alt hat inzwischen drei Kinder, ein Mädel und zwei Buben. Ein anonym übersendetes Blumenarrangement führt Henriette in einen Blumenladen, wo sie den Grafen Traun, ehemals Adjutant beim Kronprinzen, trifft, der sie zu sich einlädt. Dieser Einladung folgen weitere, und Henriette spielt mit dem Gedanken, ihren Gatten zu verlassen und mit dem Grafen zu entfliehen. Der Gedanke an die Kinder hält sie davon ab. Der Ehemann erfährt durch Zufall von den zahlreichen Rendezvous seiner Frau. Außer sich vor Empörung fordert er vom Grafen Satisfaktion und tötet ihn dann im Duell.
1914. Die Klavierfabrik Alt feiert ihr 150-jähriges Bestehen. Einer der Söhne der Familie Alt, Hans, lernt bei diesem Anlass die Pianistin Selma Rosner kennen. Eine Romanze bahnt sich an und Henriette lädt Selma zum sonntäglichen Tee ein. Ein Extrablatt meldet an diesem Sonntag das Attentat von Sarajevo mit der Ermordung des Thronfolgers Franz Ferdinand und seiner Gattin in Sarajewo. Krieg liegt nun in der Luft. Während Henriette und Hans dem Krieg ablehnend gegenüberstehen, wollen Franz und sein zweiter Sohn Hermann sich freiwillig zum Kriegseinsatz melden.
1921. Beide Söhne haben den Krieg wohlbehalten überlebt. Jedoch muss Hans bei seiner Rückkehr feststellen, dass sein Vater während des Krieges verschüttet wurde, seitdem gelähmt ist und nicht mehr sprechen kann. Hans übernimmt die Leitung und den Wiederaufbau der Firma. Die Romanze mit Selma findet ihre Fortsetzung.
Zufällig erfährt Henriette, dass ihre Tochter Martha-Monika heimlich mit ihrem Freund nach Südamerika auswandern will. Auch sie will, wie einst ihre Mutter, der engen bürgerlichen Welt entfliehen. Henriette will der Tochter bei der Suche nach ihrem Glück nicht im Wege stehen. Dieses Glück scheint nun Hans bereits gefunden zu haben. Er teilt Henriette mit, Selma heiraten zu wollen. Hermann hingegen scheint sich der Familie entfremdet zu haben. Er verkehrt in zwielichtigen Kreisen und macht Schulden. Als er die Mutter wieder einmal bittet, seine Schulden zu begleichen, weigert sie sich zunächst, gibt ihm schließlich auf sein Drängen hin ihren Schmuck, will aber mit ihm von da an nichts mehr zu tun haben.
Als Henriette ihrem Mann erzählen will, dass Hans heiraten will, reicht der stumme Franz ihr zwei Zettel, auf denen er sie um Verzeihung bittet, sie geheiratet zu haben. Franz hat Henriette immer geliebt, wusste aber, dass er sie nicht glücklich machen konnte. Henriette jedoch scheint sich mit ihrem Schicksal ausgesöhnt zu haben und drückt Franz ihre Wertschätzung aus.
1938. Anlässlich einer Jedermann-Aufführung in Salzburg bemerkt Henriette, dass Hermann zum fanatischen Anhänger der Nationalsozialisten geworden ist. Er stört die Aufführung während des Vaterunsers mit „Hitler“-Rufen und wird von der Polizei abgeführt. Als einige Monate später ein SA-Trupp in das Haus der Familie Alt eindringt, weil das Haus nicht mit Hakenkreuzfahnen beflaggt ist, ist nur Henriette im Haus. Sie erklärt, dass ihr Vater Jude war und deshalb keine Beflaggung stattfinden würde. Daraufhin wollen die SA-Männer sie abführen. Henriette zieht sich unter dem Vorwand, einige persönliche Sachen mitnehmen zu wollen, zurück. Ihr kurz darauf herbeigeeilter Sohn Hans muss feststellen, dass sie ihrem Leben durch einen Sprung aus dem Fenster ein Ende gesetzt hat. Vorher hatte sie noch den Abschiedsbrief des Kronprinzen an sich genommen. Als ein gut gelaunter Hermann eintrifft, um seiner Mutter mitzuteilen, dass der „Schönheitsfehler“ in ihren Papieren beseitigt sei, wird er entsetzt mit der Leiche seiner Mutter konfrontiert.
1945. Während des Zweiten Weltkriegs wird das Haus der Familie Alt von Bomben zerstört, die Bruchstücke des Engels liegen in den Trümmern. Hans und Selma, ihre zwei Kinder und einige Mitarbeiter der Firma nehmen den Wiederaufbau der Firma in die Hände.

## Produktionsnotizen
Schon im Dezember 1945 regte der in amerikanischen Diensten stehende Kulturoffizier Otto de Pasetti an, dass Paula Wessely „so bald wie möglich in einem ausgesprochen österreichischen Film ihr für das Kulturleben Österreichs  so wertvolles Können zeigen“ solle. Dies sei „das beste Mittel, den Film Heimkehr in Vergessenheit geraten zu lassen.“
Der Engel mit der Posaune entstand nach dem gleichnamigen Roman von Ernst Lothar. Als Atelier dienten die Rosenhügel-Filmstudios. Die Außenaufnahmen entstanden in Wien und Umgebung.
Der Film wurde am 19. August 1948 in Salzburg uraufgeführt. Überdies wurde er im Rahmen der IX. Internationalen Filmfestspiele von Venedig (19. August bis 5. September 1948) gezeigt. Am 8. Februar 1949 war in Hamburg die deutsche Erstaufführung.
Für Karl Hartl bedeutete dieser Film nach zehn Jahren die Wiederaufnahme seiner regelmäßigen Tätigkeit als Filmregisseur. Zwischen 1938 und 1948 hatte er lediglich den Mozart-Film Wen die Götter lieben inszeniert.
Zahlreiche nachmals berühmte Schauspieler debütierten in Der Engel mit der Posaune oder spielten ihre erste reguläre Sprechrolle, darunter Karlheinz Böhm, Peter Alexander und Oskar Werner. Für Maria Schell war es die erste Rolle als Erwachsene und zugleich die erste Rolle in ihrer alten Heimat Österreich.
Die Filmbauten entwarf Otto Niedermoser, ausgeführt wurden sie von Walter Schmiedl.
1950 wurde von der Produktion London-Films Alexander Korda, London, eine englische Version unter dem Titel The Angel with the Trumpet hergestellt. Der Schauspieler Anthony Bushell wurde anstelle von Karl Hartl als Regisseur genannt, da dieser als Angehöriger eines besetzten Landes nicht offiziell Regie in England führen durfte.

## Auszeichnungen
Der Engel mit der Posaune erhielt den Graf-Sascha-Wanderpokal des österreichischen Bundesministeriums für Unterricht für den besten österreichischen Film des Jahres 1948.

## Kritik
Das Lexikon des Internationalen Films schrieb: „In ausladender Form behandelt der Film das Wechselverhältnis von Staat und Familie und erlaubt am Rande Einblicke in Geschichte und Kulturgeschichte Österreichs“. Darüber hinaus wurden dem Film allerdings auch „dramaturgische[r] Mängel“ bescheinigt.
Der Spiegel urteilte in seiner Ausgabe 35 vom 28. August 1948: „Der Film griff ans Herz. Paula Wessely, Attila und Paul Hörbiger, Helene Thimig, Hedwig Bleibtreu, Hans Holt und alle anderen fanden sich zu einem Ensemble zusammen, wie es selten in so dichter Gemeinsamkeit gesehen worden ist. Allerdings, die Fülle der Geschehnisse ist erschlagend. Amerikaner meinten, eine Vorführungsdauer von drei Stunden sei auch für den begeistertsten Filmbesucher zuviel. In einem waren sich alle einig: die österreichische Produktion hat ein Werk geschaffen, von dem die Welt noch sprechen wird. Paula Wessely, sich als Henriette von einem jungen Mädchen bis zur alternden Frau wandelnd, entfaltete ganz die Kunst ihrer Natürlichkeit und die Natürlichkeit ihrer Kunst. Attila Hörbiger, ihr Mann auch im Leben, hat als Franz Alt eine unvergeßliche Szene, wenn er als gelähmter Mann ‚Servus Bub’ zur Begrüßung des heimkehrenden Sohnes auf ein Papier kritzelt.“
Die Kritikerin Maria Fritsche erinnerte an die heikle Konstellation, ausgerechnet die einst an das NS-Regime angepasste Paula Wessely eine Jüdin spielen zu lassen, und schrieb: „Der Film spart die Kriegsjahre aus und stellt den Nationalsozialismus in einer fatalistischen Blickweise als eine Art Naturgewalt dar, die über Österreich hinweggefegt ist. Karl Hartls erste Regiearbeit nach zehnjähriger Pause gab den Stars der Wien-Film, Paula Wessely und Attila Hörbiger, die Möglichkeit, sich vom NS-Regime zu distanzieren: Durch ihren Selbstmord als österreichische Jüdin entnazifizierte sich Paula Wessely gewissermaßen selbst. Das österreichische Publikum honorierte die »Rehabilitierung des Österreichertums« (Franz Antel), indem es Engel mit der Posaune zum besten Film des Jahres erkor.“